# Corbières-en-Provence
Corbières-en-Provence (do 2018 roku: Corbières) – miejscowość i gmina we Francji, w regionie Prowansja-Alpy-Lazurowe Wybrzeże, w departamencie Alpy Górnej Prowansji.

## Demografia
Według danych na rok 1990 gminę zamieszkiwało 786 osób, a gęstość zaludnienia wynosiła 41 osób/km². W styczniu 2015 r. Corbières zamieszkiwały 1062 osoby, przy gęstości zaludnienia wynoszącej 55,4 osób/km².